# Вінсан Ріндо (стрибун у воду)
Вінсан Ріндо (англ. Vincent Riendeau, 13 грудня 1996) — канадський стрибун у воду.
Учасник Олімпійських Ігор 2016, 2020 років.
Призер Чемпіонату світу з водних видів спорту 2015, 2021 років.
Призер Ігор Співдружності 2014, 2018 років.
Призер Панамериканських ігор 2015, 2019 років.